# Volta ao Algarve 2007
La Volta ao Algarve 2007, trentatreesima edizione della corsa, valevole come prova del circuito UCI Europe Tour 2007 categoria 2.1, si svolse in 5 tappe dal 21 al 25 febbraio 2007 per un percorso totale di 949,4 km, con partenza da Albufeira e arrivo a Portimão. Fu vinta dall'italiano Alessandro Petacchi del Team Milram, che si impose in 23 ore 33 minuti e 2 secondi alla media di 40,31 km/h.
A Portimão 146 ciclisti portarono a termine la volta.

## Tappe
| Tappa  | Data        | Percorso                           | km    | Vincitore di tappa  | Leader cl. generale |
| ------ | ----------- | ---------------------------------- | ----- | ------------------- | ------------------- |
| 1ª     | 21 febbraio | Albufeira > Faro                   | 191,3 | Gert Steegmans      | Gert Steegmans      |
| 2ª     | 22 febbraio | Castro Marim > Tavira              | 177   | Bernhard Eisel      | Gert Steegmans      |
| 3ª     | 23 febbraio | Lagoa > Lagos                      | 208,3 | Alessandro Petacchi | Bernhard Eisel      |
| 4ª     | 24 febbraio | Vila Real de Santo António > Loulé | 187,2 | Alessandro Petacchi | Alessandro Petacchi |
| 5ª     | 25 febbraio | Vila do Bispo > Portimão           | 185,6 | Alessandro Petacchi | Alessandro Petacchi |
| Totale | Totale      | Totale                             | 949,4 |                     |                     |

## Squadre e corridori partecipanti
| N.      | Cod. | Squadra                          |
| ------- | ---- | -------------------------------- |
| 1-8     | MAI  | LA Aluminos-MSS                  |
| 11-18   | MRM  | Team Milram                      |
| 21-28   | DSC  | Discovery Channel                |
| 31-38   | PRL  | Predictor-Lotto                  |
| 41-48   | AST  | Astana Team                      |
| 51-58   | QSI  | Quick Step-Innergetic            |
| 61-68   | TMO  | T-Mobile Team                    |
| 71-78   | FDJ  | Française des Jeux               |
| 81-88   | GST  | Gerolsteiner                     |
| 91-98   | UNI  | Unibet.com                       |
| 101-108 | COF  | Cofidis, le Crédit par Téléphone |
| 111-118 | SLB  | Benfica                          |

| N.      | Cod. | Squadra                        |
| ------- | ---- | ------------------------------ |
| 121-128 | JAC  | Chocolade Jacques-Topsport Vl. |
| 131-138 | WIE  | Team Wiesenhof-Felt            |
| 141-148 | BAR  | Barloworld                     |
| 151-158 | LSE  | Liberty Seguros                |
| 161-168 | DUJ  | Duja-Tavira                    |
| 171-178 | MAD  | Madeinox-Bric-A.R. Canelas     |
| 181-188 | PRM  | Paredes Rota dos Moveis        |
| 191-198 | BHL  | Barbot-Halcon                  |
| 201-208 | RIB  | Riberalves-Boavista            |
| 211-218 | ASC  | Vitoria-ASC                    |
| 221-228 | RB3  | Rabobank Continental Team      |
| 231-238 | SKT  | Murphy & Gunn-Newlyn           |

## Dettagli delle tappe

### 1ª tappa
- 21 febbraio: Albufeira > Faro – 191,3 km

Risultati
| Pos. | Corridore        | Squadra    | Tempo    |
| ---- | ---------------- | ---------- | -------- |
| 1    | Gert Steegmans   | Quick Step | 4h44'16" |
| 2    | René Haselbacher | Astana     | s.t.     |
| 3    | Tomas Vaitkus    | Discovery  | s.t.     |

| Pos. | Corridore        | Squadra         | Tempo    |
| ---- | ---------------- | --------------- | -------- |
| 1    | Gert Steegmans   | Quick Step      | 4h44'06" |
| 2    | René Haselbacher | Astana          | a 4"     |
| 3    | Roy Sentjens     | Predictor-Lotto | s.t.     |

### 2ª tappa
- 22 febbraio: Castro Marim > Tavira – 177,0 km

Risultati
| Pos. | Corridore      | Squadra    | Tempo    |
| ---- | -------------- | ---------- | -------- |
| 1    | Bernhard Eisel | T-Mobile   | 4h23'03" |
| 2    | Jimmy Casper   | Unibet.com | s.t.     |
| 3    | Fabrizio Guidi | Barloworld | s.t.     |

| Pos. | Corridore        | Squadra    | Tempo    |
| ---- | ---------------- | ---------- | -------- |
| 1    | Gert Steegmans   | Quick Step | 9h07'09" |
| 2    | Bernhard Eisel   | T-Mobile   | a 3"     |
| 3    | René Haselbacher | Astana     | a 4"     |

### 3ª tappa
- 23 febbraio: Lagoa > Lagos – 208,3 km

Risultati
| Pos. | Corridore           | Squadra   | Tempo    |
| ---- | ------------------- | --------- | -------- |
| 1    | Alessandro Petacchi | Milram    | 5h05'46" |
| 2    | Bernhard Eisel      | T-Mobile  | s.t.     |
| 3    | Tomas Vaitkus       | Discovery | s.t.     |

| Pos. | Corridore           | Squadra    | Tempo     |
| ---- | ------------------- | ---------- | --------- |
| 1    | Bernhard Eisel      | T-Mobile   | 14h12'52" |
| 2    | Alessandro Petacchi | Milram     | a 3"      |
| 3    | Gert Steegmans      | Quick Step | s.t.      |

### 4ª tappa
- 24 febbraio: Vila Real de Santo António > Loulé – 187,2 km

Risultati
| Pos. | Corridore           | Squadra      | Tempo    |
| ---- | ------------------- | ------------ | -------- |
| 1    | Alessandro Petacchi | Milram       | 4h42'22" |
| 2    | Davide Rebellin     | Gerolsteiner | s.t.     |
| 3    | René Haselbacher    | Astana       | s.t.     |

| Pos. | Corridore           | Squadra   | Tempo     |
| ---- | ------------------- | --------- | --------- |
| 1    | Alessandro Petacchi | Milram    | 18h55'07" |
| 2    | René Haselbacher    | Astana    | a 10"     |
| 3    | Tomas Vaitkus       | Discovery | a 12"     |

### 5ª tappa
- 25 febbraio: Vila do Bispo > Portimão – 185,6 km

Risultati
| Pos. | Corridore           | Squadra    | Tempo    |
| ---- | ------------------- | ---------- | -------- |
| 1    | Alessandro Petacchi | Milram     | 4h38'05" |
| 2    | Fabrizio Guidi      | Barloworld | s.t.     |
| 3    | Olaf Pollack        | Wiesenhof  | s.t.     |

| Pos. | Corridore           | Squadra   | Tempo     |
| ---- | ------------------- | --------- | --------- |
| 1    | Alessandro Petacchi | Milram    | 23h33'02" |
| 2    | René Haselbacher    | Astana    | a 20"     |
| 3    | Tomas Vaitkus       | Discovery | a 22"     |

## Evoluzione delle classifiche
| Tappa              | Vincitore           | Classifica generale | Classifica scalatori | Classifica a punti  | Classifica sprint | Classifica combinata | Classifica giovani | Classifica a squadre |
| ------------------ | ------------------- | ------------------- | -------------------- | ------------------- | ----------------- | -------------------- | ------------------ | -------------------- |
| 1ª                 | Gert Steegmans      | Gert Steegmans      | Tiago Machado        | Gert Steegmans      | Roy Sentjens      | Tiago Machado        | Tiago Machado      | Discovery Channel    |
| 2ª                 | Bernhard Eisel      | Gert Steegmans      | Lars Boom            | Bernhard Eisel      | Roy Sentjens      | Tiago Machado        | Tiago Machado      | Team Milram          |
| 3ª                 | Alessandro Petacchi | Bernhard Eisel      | Tom Stubbe           | Bernhard Eisel      | Roy Sentjens      | Tom Stubbe           | Tiago Machado      | Discovery Channel    |
| 4ª                 | Alessandro Petacchi | Alessandro Petacchi | Tom Stubbe           | Alessandro Petacchi | Roy Sentjens      | ?                    | Tiago Machado      | Astana               |
| 5ª                 | Alessandro Petacchi | Alessandro Petacchi | Wim Van Huffel       | Alessandro Petacchi | Roy Sentjens      | Philippe Gilbert     | Tiago Machado      | Astana               |
| Classifiche finali | Classifiche finali  | Alessandro Petacchi | Wim Van Huffel       | Alessandro Petacchi | Roy Sentjens      | Philippe Gilbert     | Tiago Machado      | Astana               |

## Classifiche finali

### Classifica generale
| Pos. | Corridore           | Squadra         | Tempo     |
| ---- | ------------------- | --------------- | --------- |
| 1    | Alessandro Petacchi | Milram          | 23h33'02" |
| 2    | René Haselbacher    | Astana          | a 20"     |
| 3    | Tomas Vaitkus       | Discovery       | a 22"     |
| 4    | Davide Rebellin     | Gerolsteiner    | a 27"     |
| 5    | Philippe Gilbert    | Franç. des Jeux | a 29"     |
| 6    | Tiago Machado       | Riberalves      | a 31"     |
| 7    | Geoffroy Lequatre   | Cofidis         | a 33"     |
| 8    | Thomas Ziegler      | T-Mobile        | s.t.      |
| 9    | Aleksandr Efimkin   | Barloworld      | s.t.      |
| 10   | Maarten Wynants     | Quick Step      | s.t.      |

### Classifica a punti
| Pos. | Corridore           | Squadra    | Punti |
| ---- | ------------------- | ---------- | ----- |
| 1    | Alessandro Petacchi | Milram     | 96    |
| 2    | Bernhard Eisel      | T-Mobile   | 55    |
| 3    | Tomas Vaitkus       | Discovery  | 49    |
| 4    | René Haselbacher    | Astana     | 46    |
| 5    | Fabrizio Guidi      | Barloworld | 46    |

### Classifica scalatori
| Pos. | Corridore        | Squadra         | Punti |
| ---- | ---------------- | --------------- | ----- |
| 1    | Wim Van Huffel   | Predictor-Lotto | 18    |
| 2    | Tom Stubbe       | Chocolade Jac.  | 17    |
| 3    | Thomas Berkhout  | Rabobank C.T.   | 15    |
| 4    | Gilberto Martins | Madeinox        | 11    |
| 5    | Lars Boom        | Rabobank C.T.   | 10    |

### Classifica sprint
| Pos. | Corridore        | Squadra         | Punti |
| ---- | ---------------- | --------------- | ----- |
| 1    | Roy Sentjens     | Predictor-Lotto | 11    |
| 2    | Tiago Machado    | Riberalves      | 6     |
| 3    | Tom Stubbe       | Chocolade Jac.  | 5     |
| 4    | Lars Boom        | Rabobank C.T.   | 5     |
| 5    | Philippe Gilbert | Franç. des Jeux | 4     |

### Classifica giovani
| Pos. | Corridore         | Squadra         | Tempo |
| ---- | ----------------- | --------------- | ----- |
| 1    | Tiago Machado     | Riberalves      |       |
| 2    | Tom Leezer        | Rabobank C.T.   |       |
| 3    | Greg Van Avermaet | Predictor-Lotto |       |
| 4    | Arjen de Baat     | Rabobank C.T.   |       |
| 5    | Lars Boom         | Rabobank C.T.   |       |

### Classifica a squadre
| Pos. | Squadra                            | Tempo     |
| ---- | ---------------------------------- | --------- |
| 1    | Astana                             | 70h40'50" |
| 2    | Discovery Channel Pro Cycling Team | a 9"      |
| 3    | Team Milram                        | a 33"     |
| 4    | Team Barloworld                    | a 1'04"   |
| 5    | Liberty Seguros                    | a 1'05"   |